# ゲームの王様
『ゲームの王様』（ゲームのおうさま）は、1962年6月8日から同年11月9日まで日本テレビ系列局で放送されていた日本テレビ製作のゲームバラエティ番組である。花王石鹸（現・花王）の一社提供。放送時間は毎週金曜 19:30 - 20:00 （日本標準時）。

## 概要
文化人・芸能人・スポーツマンなどが参加し、ゴルフの要素を織り込んだスポーツゲームに挑戦したり、参加者たち自身によるショーを行ったりしていた。司会は三國一朗が務めていた。スタジオには5ホールのセットが設けられており、そのうちの一部にはチャリティーホールもあった。

## ネット局
特筆の無い限り全て同時ネット
- 日本テレビ（制作局）
- 北日本放送[2]
- 北陸放送[2]
- 福井放送[3]